# John Dunsworth
John Dunsworth (Bridgewater, Új-Skócia, 1946. április 12. – Halifax, Új-Skócia, 2017. október 16.) kanadai színész.

## Filmjei

### Mozifilmek
- So Long to Run (1978, rövidfilm)
- Deep Sea Conspiracy (1987)
- Buried on Sunday (1992)
- Sweet Angel Mine (1996)
- One Last Shot (1998, rövidfilm)
- Gyerekből felmentve (The Real Howard Spitz) (1998)
- Kisvárosi álmodozó (New Waterford Girl) (1999)
- Deeply (2000, hang)
- Kikötői hírek (The Shipping News) (2001)
- This Boy (2002, rövidfilm)
- Virginia futama (Virginia's Run) (2002)
- Lift-Off (2002, rövidfilm)
- A Hole in One (2004)
- Serious Miracles (2005, rövidfilm)
- A Bug and a Bag of Weed (2006)
- Fiúk a lakókocsiparkból (Trailer Park Boys: The Movie) (2006)
- A konklávé (The Conclave) (2006)
- Halálra ítélve (Stuck) (2007)
- Coffee Mishap (2007, rövidfilm, hang)
- Treevenge (2008, hang, rövidfilm)
- Trailer Park Boys: Countdown to Liquor Day (2009)
- Two Men, Two Cows, Two Guns (2009, rövidfilm)
- Guess Who's Knocking (2009, rövidfilm)
- Volt egy tánc (Take This Waltz) (2011)
- Felhőszakadás (Cloudburst) (2011)
- Beat Down (2012)
- Trailer Park Boys: Don't Legalize It (2014)
- Swearnet: The Movie (2014)
- Lure (2014)
- Swearnet Live (2014)
- Weirdos (2016)
- Sir John A. And the Curse of the Anti-Quenched (2017)

### Tv-filmek
- A kis gyerekrablók (The Little Kidnappers) (1980)
- Life with Billy (1993)
- Mary Silliman's War (1994)
- Lexx: The Dark Zone (1997, hang)
- Pit Pony (1997)
- Robbanás a tengeren (A Glimpse of Hell) (2001)
- 3 nap (Three Days) (2001)
- Trudeau (2002)
- Too Young to Be a Dad (2002)
- A karácsonyi cipő (The Christmas Shoes) (2002)
- Blessings (2003)
- Ártatlan bűnös (Reversible Errors) (2004)
- Az alvajáró (Sleep Murder) (2004)
- Egy sorozatgyilkos elméje (The Riverman) (2004)
- The Trailer Park Boys Christmas Special (2004)
- Suzanne naplója (Suzanne's Diary for Nicholas) (2005)
- Gyilkos húzások (Stone Cold) (2005)
- Önkéntes mentős (Ambulance Girl) (2005)
- BTK – Vadászat a sorozatgyilkosra (The Hunt for the BTK Killer) (2005)
- Trudeau II: Maverick in the Making (2005)
- Say Goodnight to the Bad Guys (2008)
- The Gospel According to the Blues (2010)
- Titanic: The Aftermath (2012)
- Lizzie Borden fejszét fogott (Lizzie Borden Took an Ax) (2014)
- Trailer Park Boys: Live at the North Pole (2014)
- Trailer Park Boys: Drunk, High & Unemployed (2015)

### Tv-sorozatok
- The Jim Henson Hour (1989, egy epizódban)
- Lexx (1997–2002, 11 epizódban)
- A MacLean család (Pit Pony) (1999–2000, 11 epizódban)
- Trailer Park Boys (2001–2017, 99 epizódban)
- Város a pokol szélén (Shattered City: The Halifax Explosion) (2003, két epizódban)
- Funpak (2005, hang, egy epizódban)
- Backbencher (2010, egy epizódban)
- Haven (2010–2015, 52 epizódban)
- The Drunk and on Drugs Happy Funtime Hour (2011, egy epizódban)
- Szólíts Fitznek! (Call Me Fitz) (2012, egy epizódban)
- Forgive Me (2013–2015, 22 epizódban)
- Garage Talks (2016, egy epizódban)